# 바르펄로터구

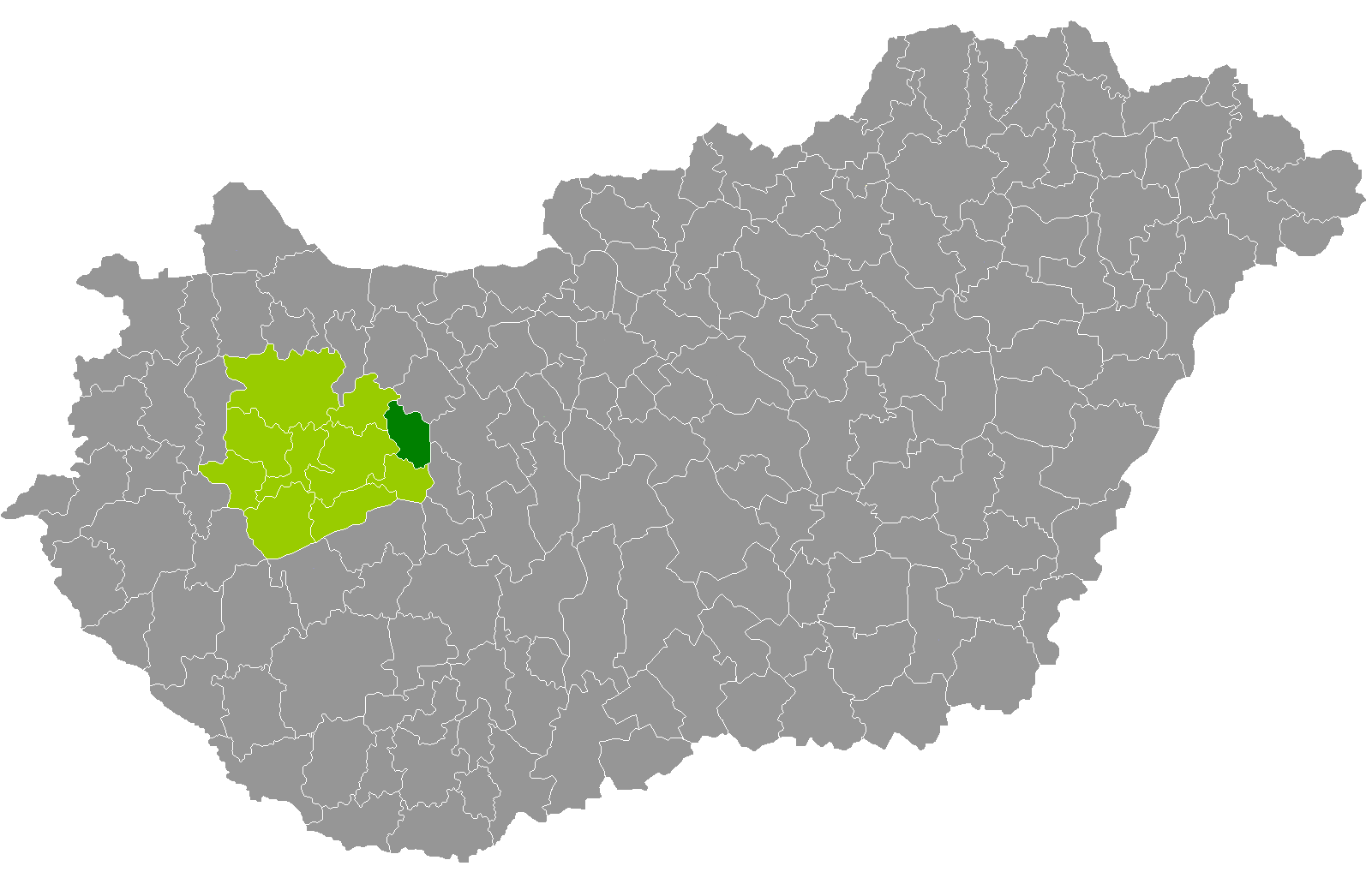
베스프렘주 지도에 표시된 바르펄로터구의 위치

바르펄로터구(헝가리어: Várpalotai járás)는 헝가리 베스프렘주에 위치한 구로 구청 소재지는 바르펄로터이며 면적은 294.28km2, 인구는 37,882명(2011년 기준), 인구 밀도는 129명/km2이다.
북동쪽으로는 페예르주 모르구, 동쪽으로는 페예르주 세케슈페헤르바르구, 남쪽으로는 벌러토널마디구, 서쪽으로는 베스프렘구, 북서쪽으로는 지르츠구와 접한다. 8개 지방 자치체(2개 시, 6개 마을)를 관할한다.

구 문장